# Okręg wyborczy nr 38 do Senatu Rzeczypospolitej Polskiej (2001–2011)
Okręg wyborczy nr 38 do Senatu Rzeczypospolitej Polskiej obejmował w latach 2001–2011 obszar miasta na prawach powiatu Poznania i powiatu poznańskiego (województwo wielkopolskie). Wybierano w nim 2 senatorów na zasadzie większości względnej.
Powstał w 2001, jego obszar należał wcześniej do okręgu obejmującego województwo poznańskie. Zniesiony został w 2011, na jego obszarze utworzono nowe okręgi nr 90 i 91.
Siedzibą okręgowej komisji wyborczej był Poznań.

## Reprezentanci okręgu
| Rok  | Senator komitet wyborczy                 | Senator komitet wyborczy                                        | Senator komitet wyborczy                  | Senator komitet wyborczy                        |
| ---- | ---------------------------------------- | --------------------------------------------------------------- | ----------------------------------------- | ----------------------------------------------- |
| 2001 |                                          | Włodzimierz Łęcki KKW Sojusz Lewicy Demokratycznej – Unia Pracy |                                           | Jerzy Smorawiński Polskie Stronnictwo Ludowe    |
| 2005 |                                          | Marek Ziółkowski Platforma Obywatelska RP                       |                                           | Przemysław Alexandrowicz Prawo i Sprawiedliwość |
| 2007 |                                          | Marek Ziółkowski Platforma Obywatelska RP                       | Jadwiga Rotnicka Platforma Obywatelska RP |                                                 |
| 2011 | okręg zniesiony, patrz okręgi nr 90 i 91 | okręg zniesiony, patrz okręgi nr 90 i 91                        | okręg zniesiony, patrz okręgi nr 90 i 91  | okręg zniesiony, patrz okręgi nr 90 i 91        |

## Wyniki wyborów
Symbolem „●” oznaczono senatorów ubiegających się o reelekcję.

### Wybory parlamentarne 2001
| Kandydat                                              | Kandydat             | Komitet wyborczy                                     | Głosów  |
| ----------------------------------------------------- | -------------------- | ---------------------------------------------------- | ------- |
|                                                       | Włodzimierz Łęcki    | KKW Sojusz Lewicy Demokratycznej – Unia Pracy        | 120 206 |
|                                                       | Jerzy Smorawiński●   | Polskie Stronnictwo Ludowe                           | 103 798 |
|                                                       | Wojciech Kruk●       | KWW Blok Senat 2001                                  | 81 135  |
|                                                       | Jerzy Wisłocki       | KKW Sojusz Lewicy Demokratycznej – Unia Pracy        | 77 304  |
|                                                       | Katarzyna Kretkowska | KWW Blok Senat 2001                                  | 62 818  |
|                                                       | Szczęsny Górski      | Liga Polskich Rodzin                                 | 59 263  |
|                                                       | Ewa Waszak           | Konserwatywno-Liberalna Partia Unia Polityki Realnej | 17 227  |
|                                                       | Mariusz Waszak       | Konserwatywno-Liberalna Partia Unia Polityki Realnej | 10 156  |
|                                                       | Ryszard Oszmian      | Polska Unia Gospodarcza                              | 6384    |
| Frekwencja: 52,27% Źródło: Państwowa Komisja Wyborcza |                      |                                                      |         |

*Wojciech Kruk i Jerzy Smorawiński reprezentowali w Senacie IV kadencji (1997–2001) województwo poznańskie.

### Wybory parlamentarne 2005
| Kandydat                                              | Kandydat                 | Komitet wyborczy                        | Głosów  |
| ----------------------------------------------------- | ------------------------ | --------------------------------------- | ------- |
|                                                       | Marek Ziółkowski         | Platforma Obywatelska RP                | 120 867 |
|                                                       | Przemysław Alexandrowicz | Prawo i Sprawiedliwość                  | 108 668 |
|                                                       | Jerzy Smorawiński●       | KWW Prof. Jerzego K. Smorawińskiego     | 56 801  |
|                                                       | Tomasz Sadowski          | Partia Demokratyczna – demokraci.pl     | 44 766  |
|                                                       | Andrzej Nowakowski       | Sojusz Lewicy Demokratycznej            | 40 884  |
|                                                       | Waldemar Witkowski       | Socjaldemokracja Polska                 | 32 554  |
|                                                       | Mieczysław Musiałek      | Liga Polskich Rodzin                    | 32 513  |
|                                                       | Władysław Reichelt       | Platforma Janusza Korwin-Mikke          | 22 459  |
|                                                       | Bolesław Andrzejewski    | Samoobrona Rzeczpospolitej Polskiej     | 21 032  |
|                                                       | Anna Przybył             | KWW – Ogólnopolska Koalicja Obywatelska | 13 994  |
|                                                       | Zbigniew Małecki         | Polska Partia Narodowa                  | 3786    |
| Frekwencja: 47,23% Źródło: Państwowa Komisja Wyborcza |                          |                                         |         |

### Wybory parlamentarne 2007
| Kandydat                                              | Kandydat                  | Komitet wyborczy         | Głosów  |
| ----------------------------------------------------- | ------------------------- | ------------------------ | ------- |
|                                                       | Marek Ziółkowski●         | Platforma Obywatelska RP | 280 859 |
|                                                       | Jadwiga Rotnicka          | Platforma Obywatelska RP | 261 378 |
|                                                       | Przemysław Alexandrowicz● | Prawo i Sprawiedliwość   | 109 701 |
|                                                       | Adam Kuź                  | Liga Polskich Rodzin     | 28 642  |
|                                                       | Lucyna Scharf-Rotnicka    | Unia Polityki Realnej    | 22 046  |
| Frekwencja: 66,68% Źródło: Państwowa Komisja Wyborcza |                           |                          |         |